# Transylvania Open 2023
Il Transylvania Open 2023 è un torneo di tennis giocato sul cemento indoor. È la 3ª edizione dell'evento, che fa parte della categoria WTA 250 nell'ambito del WTA Tour 2023. Si gioca alla BT Arena di Cluj-Napoca in Romania, dal 16 al 22 ottobre 2023.

## Partecipanti al singolare

### Teste di serie
| Nazionalità | Giocatrice       | Ranking* | Testa di serie |
| ----------- | ---------------- | -------- | -------------- |
| Romania     | Sorana Cîrstea   | 26       | 1              |
| Stati Uniti | Alycia Parks     | 53       | 2              |
| Belgio      | Greet Minnen     | 62       | 3              |
| Spagna      | Rebeka Masarova  | 69       | 4              |
| Romania     | Ana Bogdan       | 72       | 5              |
| Belgio      | Yanina Wickmayer | 83       | 6              |
| Ucraina     | Kateryna Baindl  | 84       | 7              |
| Regno Unito | Jodie Burrage    | 91       | 8              |

* Ranking al 9 ottobre 2023.

### Altre partecipanti
Le seguenti giocatrici hanno ricevuto una wild card per il tabellone principale:
- Nikola Bartůňková
- Miriam Bulgaru
- Elena-Gabriela Ruse

La seguente giocatrice è entrata nel tabellone principale con il ranking protetto:
- Patricia Maria Țig

Le seguenti giocatrici sono passate dalle qualificazioni:

- Ilona Georgiana Ghioroaie
- Ekaterina Makarova
- Martha Matoula
- Anastasija Soboleva

La seguente giocatrice è entrata in tabellone come lucky loser:
- İpek Öz

### Ritiri
Prima del torneo
- Caroline Garcia → sostituita da  Jil Teichmann
- Anhelina Kalinina → sostituita da  Léolia Jeanjean
- Kaia Kanepi → sostituita da  İpek Öz
- Anastasija Pavljučenkova → sostituita da  Ankita Raina
- Karolína Plíšková → sostituita da  Kaia Kanepi
- Clara Tauson → sostituita da  Darija Snihur
- Donna Vekić → sostituita da  Jessika Ponchet

## Partecipanti al doppio
| Nazione     | Giocatrice         | Nazione | Giocatrice           | Rank* | Teste di serie |
| ----------- | ------------------ | ------- | -------------------- | ----- | -------------- |
| Stati Uniti | Alycia Parks       | Romania | Elena-Gabriela Ruse  | 74    | 1              |
| Ungheria    | Anna Bondár        | Belgio  | Kimberley Zimmermann | 116   | 2              |
| Belgio      | Greet Minnen       | Belgio  | Yanina Wickmayer     | 131   | 3              |
| Germania    | Anna-Lena Friedsam | Romania | Monica Niculescu     | 149   | 4              |

* Ranking al 9 ottobre 2023.

### Altre partecipanti
Le seguenti giocatrici hanno ricevuto una wild card per il tabellone principale:
- Ilinca Amariei /  Briana Szabó
- Mara Gae /  Viktorija Tomova

La seguente coppia di giocatrici é subentrata in tabellone come alternate:
- Ilona Georgiana Ghioroaie /  Patricia Maria Țig

### Ritiri
Prima del torneo
- Quinn Gleason /  Dajana Jastrems'ka → sostituite da  Ilona Georgiana Ghioroaie /  Patricia Maria Țig

## Campionesse

### Singolare
Tamara Korpatsch ha sconfitto in finale  Elena-Gabriela Ruse con il punteggio di 6-3, 6-4.
- É il primo titolo in carriera per Korpatsch.

### Doppio
Jodie Burrage /  Jil Teichmann hanno sconfitto in finale  Léolia Jeanjean /  Valerija Strachova con il punteggio di 6-1, 6-4.